# Rogwołd Suchowierko
Rogwołd Wasiljewicz Suchowierko (ros. Рогволд Васильевич Суховерко; ur. 30 października 1941, zm. 9 kwietnia 2015) – radziecki i rosyjski aktor teatralny, filmowy i głosowy. Artysta Moskiewskiego Teatru Sowriemiennik. Zasłużony Artysta Federacji Rosyjskiej (2002).
Znany m.in. z dubbingowania głosu dla postaci Gandalfa w rosyjskiej wersji językowej Władcy Pierścieni. Pochowany w Moskwie na Cmentarzu Aleksiejewskim.

## Filmografia

### Role głosowe
- 1973: Lisica i zając jako Niedźwiedź
- 1974: Przygody Munhausena
- 1979: Latający statek jako Połkan
- 1981: Na ratunek
- 1983: Słoniątko i pismo